# 2013 في سويسرا
فيما يلي قوائم الأحداث التي وقعت خلال عام 2013 في سويسرا.

## سياسة

### تعيين في المنصب
- 1 يناير – أولي ماورر رئيس الاتحاد السويسري.

### انتهاء فترة المنصب
- 31 ديسمبر – أولي ماورر رئيس الاتحاد السويسري.

## رياضة
- 1 يناير – طواف روماندي 2013

## أفلام
من الأفلام التي صدرت هذه السنة في سويسرا:
- 1 يناير – روميو وجولييت من إخراج Carlo Carlei [الإنجليزية]‏.
- 7 مارس – قطار المساء إلى لشبونة من إخراج بيل أوقست.

## كتب
من الكتب التي صدرت هذه السنة في سويسرا:
- 1 يناير – فن التفكير الواضح من تأليف رولف دوبلي.

## وفيات

### مايو
- 5 مايو – يورج أمان (مواليد 1947)
- 16 مايو – هاينريخ روهرير (مواليد 1933) فيزيائي سويسري.
- 29 مايو – ورنر أندرمات (مواليد 1916) فنان سويسري.